# Tricentrus sissoo
Tricentrus sissoo är en insektsart som beskrevs av Sharma och Badan 1986. Tricentrus sissoo ingår i släktet Tricentrus och familjen hornstritar. Inga underarter finns listade i Catalogue of Life.